# ویتاسو
ویتاسو (به لاتین: Viitasoo) یک منطقهٔ مسکونی در استونی است که در شهرستان هیو واقع شده‌است.